# Tahirpur
Tahirpur (en bengali : তাহিরপুর) est une upazila du Bangladesh dans le district de Sunamganj. En 1991, on y dénombrait 133 569 habitants.